# Fronte di Unità Nazionale
Il Fronte di Unità Nazionale (in spagnolo: Frente de Unidad Nacional - UN) è un partito politico boliviano di orientamento liberale fondato nel 2003 su iniziativa di Samuel Doria Medina.

## Risultati elettorali
| Elezione      | Candidato           | Voti      | %     | Seggi  | Seggi    |
| ------------- | ------------------- | --------- | ----- | ------ | -------- |
| Generali 2005 | Samuel Doria Medina | 223.615   | 7,81  | Camera | 8 / 99   |
| Generali 2005 | Samuel Doria Medina | 223.615   | 7,81  | Senato | 1 / 27   |
| Generali 2009 | Samuel Doria Medina | 258.971   | 5,65  | Camera | 3 / 130  |
| Generali 2009 | Samuel Doria Medina | 258.971   | 5,65  | Senato | 0 / 36   |
| Generali 2014 | Samuel Doria Medina | 1.253.288 | 24,23 | Camera | 32 / 130 |
| Generali 2014 | Samuel Doria Medina | 1.253.288 | 24,23 | Senato | 9 / 36   |